# Arbanaško
Arbanaško es un pueblo ubicado en el municipio de Staro Nagoričane, en la región Noreste, Macedonia del Norte.

## Superficie
Posee una superficie de 8,608 kilómetros cuadrados.

## Demografía
Hasta 2021 la población era de 31 habitantes, con una densidad de población de 3,601 habitantes por kilómetro cuadrado.